# تنغ أبشور (سبيدار)
تنغ أبشور (بالفارسية: تنگ ابشور) هي قرية تقع في إيران في قسم سبیدار الريفي. يقدر عدد سكانها بـ 87 نسمة بحسب إحصاء 2016.